# Jaime Vándor
Jaime Vándor, originalment Helmut Jacques Vandor, (Viena, 26 de febrer de 1933 - Barcelona, 17 de març de 2014) va ser un filòleg, musicòleg, assagista i poeta. Va ser un dels 5.200 jueus que, a Budapest, van ser salvats de l'Holocaust gràcies a la intervenció d'Ángel Sanz Briz i Giorgio Perlasca, de l'ambaixada espanyola a Hongria.

## Biografia
Nascut en una família jueva d'origen austrohongarès, en ser Àustria annexionada pels nazis, la família va emigrar a Hongria. El 1940 el seu pare va emigrar a Barcelona, amb la idea que després ho fes la resta de la família. Però, en tancar-se les fronteres, ell, la seva mare i el seu germà van haver de quedar-se a Budapest, en el que es coneixia com a «gueto internacional». Sobrevivien amb els diners que la seva mare aconseguia amb la venda de cinturons de pell que ella, amb una cunyada i una amiga, feien a la cuina de casa que transformaven en taller i després els fills repartien a les botigues. El 1947 van poder per fi reunir-se amb el seu pare, a Barcelona. Els fets han estat recollits al film El cónsul Perlasca, dirigida per Alberto Negrin (2002). Vàndor recordava com un malson els mesos de març de 1944, quan Hongria va ser ocupada per la Wehrmacht fins al gener de 1945, quan hi va entrar l'exèrcit soviètic. Aquells records va descriure'ls anys més tard en una conferència (A«l filo del Holocausto») que va impartir en molts llocs i que va publicar en diversos idiomes.
A Barcelona, Vándor va estudiar el batxillerat a l'Institut Menéndez y Pelayo i el 1956 va llicenciar-se en Filosofia i Lletres a la Universitat de Barcelona, d'on va ser professor en el Departament de Filologia Semítica des de 1958 fins a la seva jubilació l'any 2003. Primer va ser professor ajudant, després encarregat de curs i, a partir de 1987, professor associat estranger (va mantenir la seva nacionalitat austríaca de naixement). També va fer estudis musicals en el Conservatori Municipal de Barcelona i a l'Institut de Musicologia del CSIC.
Durant anys, després que a als membres de la seva família els caduqués el passaport hongarès, van ser apàtrides perquè el Govern espanyol no els concedia la nacionalitat per no estar batejats.
Va participar en nombrosos congressos internacionals i va fer conferències a Europa i a Israel sobre temes d'història i cultura jueves. El 1957 va fundar la Biblioteca de la Comunitat Israelita de Barcelona, que també va dirigir fins a 1967. El 1978, juntament amb Roser Lluch i algunes altres persones va fundar l'Associació de Relacions Culturals Espanya-Israel, i, juntament amb les Germanes de Nostra Senyora de Sió i amb Carlos Benarroch, de l'Entesa Judeocristiana de Catalunya.
Va ser membre de l'associació Amical de Mauthausen, de la societat Rahel Varnhagen Gesellschaft (membre d'honor), de Hagen-Berlín, de la Fundazione Giorgio Perlasca, de Pàdua, de l'Asociación Galega de Amizade con Israel, a Vigo i a Santiago, i del Consell Assessor del Centro Sefarad-Israel de Madrid.

## Obra
Va ser autor de llibres, poeta i traductor. El seu profund coneixement de la llengua hongaresa li va permetre traduir al castellà poemes de Endre Ady, el principal poeta hongarès de finals del segle xix i començament del segle xx. Va desenvolupar el seu vessant poètic els últims quinze anys de la seva vida. Com ell mateix va expressar en un dels seus poemes, en la seva poesia cercava de manera apassionada del sentit de la vida.

### Llibres
- Los ricos de espíritu. En torno a un personaje literario (1989, la seva tesi doctoral)
- Korzack nunca llegó a Jerusalén (1978, primer poema, onze pàgines)[3]
- Algo largamente inesperado (1999)
- Los flancos desprotegidos (2002, poesia)
- Cosas que no entiendo (2005, poesia)
- Un bien por compartir (2006, poesia)
- Más acá del Bien y del Mal (2012. poesia)
- Una vida al caire de l'Holocaust. Diàlegs amb un supervivent Arxivat 2016-03-03 a Wayback Machine. (Viena Edicions, 2013). ISBN 978-84-8330-724-3

### Selecció d'articles
- "Janusz Korczak In Memoriam." El Olivo 7- 8, Madrid, 1978. pp. 89–110.
- "Diálogos inconcluyentes con la muerte al fondo. Preguntas que suscita la lectura de ‘Los emplazados' d'E. Canetti." Homenaje a Canetti, Edit. Reichenberger, Kassel, Alemania, 1986. Pp. 141-162.

- “Renacimiento de la lengua y literatura hebreas”, cuatro artículos, en La Vanguardia, 19-05-1989.
- "Literatura i ética: Els rics d'esperit." Afers 9/V, Catarroja-Valencia, 1990. pp. 151–157.
- "Crisi d'identitat i tensions en el Judaisme contemporani." L'heretatge d'Abraham (I) Quaderns Fund. Joan Maragall-Cristianisme i Cultura, Edit.Claret, 1990. pp. 22–46.
- "Literatura y ética: Los ricos de espíritu." Anuari de Filologia, Universitat de Barcelona, 1991. Vol. XIV E. pp. 141–148.
- "Orígens i present del fonamentalisme jueu", en El fonamentalisme. J. Estruc (ed.), Fund. Joan Maragall i Editorial Cruïlla, Barcelona, 1994. pp. 93–101.
- "Walter Benjamin en su Estación Término." Carta de Jerusalén 65, Inst. Cultural Israel-Ibero América, Jerusalén, 1994. pp. 63–65. Raíces 20, Madrid, 1994. pp. 14–16.
- "El antijudaísmo precristiano y sus repercusiones hasta hoy." Raíces, Madrid, 1995. pp. 14–19. Versión ampliada: "Orígenes y causas del...", Anuario de Filología, vol. XVIII, Universitat de
- "El Holocausto: apuntes sobre el concepto y la semántica del término", en Homenaje a la Dra. Teresa Martínez Sáiz, Anuari de Filologia, Universitat de Barcelona, 1998-1999. Vol. XXI E, Nº 8, pp. 293–296.
- "Nada de Flavio Josefo nos es ajeno." Prefaci al volumen de poesías Ha-Kohen, de Carles Duarte. Edición bilingüe, Seuba, Barcelona, 1999. pp. 8–19.
- “Tres poemas de ‘Un homenaje a la poesía hebrea’.” Anuari de Filologia, Universitat de Barcelona, 2001. Vol. XXIII E, núm. 10, pp.119-123.
- “El conflicto judío interno es más peligroso que el problema exterior”, entrevista a A. B. Yehoshúa, en colaboración con Ana María Bejarano, en Raíces 49, Madrid, 2002. pp. 14–15.
- “Al filo del Holocausto. Una infancia judía en la Budapest ocupada por los alemanes”, en Mª Luisa Amigo y Manuel Cuenca (editores), Humanismo y valores, con aportaciones de José Saramago, Luis Rojas Marcos, Steve Olweean, Jaime Vándor y otros, Universidad de Deusto, Bilbao, 2003. pp. 55–72. Idem (ampliado) La Ortiga 96-98, Universos Concentracionarios, 1. Santander, 2010, pp. 149–163.

- “Los campos en la literatura. Reflexiones y ejemplos de la narrativa concentracionaria”, en Anthropos 203, Rubí (Barcelona), julio 2004. pp. 125–138.
- “Retazos de juventud”, en Los judíos de Cataluña (1918-2007), Jacobo Israel Garzón (ed.), Hebraica Ediciones, Madrid, 2007. pp. 33–39...
- “El Holocausto y la legitimidad de su uso como tema en las artes”, en Zerovuittresquarantazero 204, Vilassar de Mar (Barcelona), diciembre de 2007. Pp. 13.18. Idem: Raíces 74, Madrid, 2008. pp. 42–46. Idem: Nuestra Memoria XIV/30. Buenos Aires, julio 2008. pp. 87–93.
- “Conceptos erróneos o debatidos en torno al Holocausto.” Nuestra Memoria, Nº 31, Fundación Memoria del Holocausto, Buenos Aires, 2009, pp. 19–32.
- “Del antijudaísmo precristiano al antisemitismo racial: estudio de una metamorfosis.” En Holocausto y crímenes contra la Humanidad: claves y recorridos del Antisemitismo. J. Cruz Díaz y R. Rodríguez Prieto (Coord.). Anthropos, Rubí (Barcelona), 2009. pp. 11–34. Reproducido en Nuestra Memoria, Nº 33, Fundación Memoria del Holocausto, Buenos Aires, 2010, pp. 81–98.
- “Medicina nazi. Testimonio de una víctima.” Nuestra Memoria, Nº 34, Fundación Memoria del Holocausto, Buenos Aires, 2010, pp. 169–173.
- “Los campos en la literatura. Reflexiones y ejemplos de la narrativa comcentracionaria.” La Ortiga 99/101, Universos concentracionarios, 2. Santander, 2010, pp. 157–176.